# Korekyojin
Korekyojin (Корэкёдзин, яп. 是巨人, «этот великан» — название обыгрывает названия групп This Heat и Gentle Giant; встречается также написание «Korekyojinn») — группа прогрессивного рока из Японии. Лидером является барабанщик Тацуя Ёсида, в состав также вошли гитарист «Bondage Fruit» Кидо Нацуки и басист «Ground Zero» Мицуру Насуно.

## История и стилистика
Группа образовалась в июне 1995 года, свой первый альбом выпустила только в 1999 году на лейбле Джона Зорна. Почти все композиции сочинены Ёсидой, вокал отсутствует. Выступления коллектива импровизационны и сочетают энергичность рок-музыки с непредсказуемостью джаза и авангарда. AllMusic пишет, что дебютная пластинка не указывает напрямую на 1970-е годы, музыка неистовая, но не хаотичная, альбом не сильно отходит от стандартного джаз-фанка. Pitchfork высоко оценил альбом Arabesque 2004 года, поставив 8,2 из 10 баллов и подчеркнув, что Korekyojin могли бы обучить современных «брутальных прогрессивных» исполнителей (Lightning Bolt, Guapo, The Flying Luttenbachers) тому, как соединить 12 разрозненных частей в 5-минутную мелодию. Альбом Isotope 2005 года рекомендован AllMusic не только поклонникам Ёсиды 
и Ruins, но и всем, кто интересуется инструментальными композициями в стиле панк/фанк или мат-роком. 
Диск Jackson 2006 года создан в стиле King Crimson и Yes, в 2012 и 2014 годах Ёсида сделал две ремастированных версии, в последней были переписаны ударные и добавлены полная версия композиции «Kaleidoscope» (10 минут) плюс бонус-трек.

## Состав
- Тацуя Ёсида — ударные
- Кидо Нацуки — гитара
- Мицуру Насуно — бас-гитара

## Дискография
- 1999 — Korekyojin (Tzadik)
- 2004 — Arabesque (Magaibutsu)
- 2005 — Isotope (live) (Tzadik)[5]
- 2006 — Jackson (Magaibutsu)
- 2009 — Swan Dive (Magaibutsu)
- 2011 — Tundra (Magaibutsu)
- 2011 — Korekyojinn with Tsuboy Akihisa — Doldrums (Magaibutsu)
- 2015 — Fall Line (Magaibutsu)
- 2017 — Kaleidoscope (Magaibutsu)
- 2021 — Mesopotamia (Magaibutsu)
- 2022 — Junction (live)